# Лорен Геррінґ
Лорен Геррінґ (англ. Lauren Herring; нар. 23 липня 1993) — колишня американська тенісистка.
Найвищу одиночну позицію світового рейтингу — 545 місце досягла 13 червня, 2016, парну — 404 місце — 11 липня, 2016 року.
Здобула 2 одиночні та 1 парний титул туру ITF.

## Фінали ITF

### Одиночний розряд: 5 (2–3)
| Легенда          |
| ---------------- |
| Турніри $100,000 |
| Турніри $75,000  |
| Турніри $50,000  |
| Турніри $25,000  |
| Турніри $10,000  |

| Фінали за покриттям |
| ------------------- |
| Тверде (1–1)        |
| Ґрунт (1–2)         |
| Трава (0–0)         |
| Килим (0–0)         |

| Результат | Ранг | Дата     | Турнір             | Покриття | Суперниця            | Рахунок            |
| --------- | ---- | -------- | ------------------ | -------- | -------------------- | ------------------ |
| Перемога  | 1.   | Жов 2010 | ITF Амелія, США    | Ґрунт    | Кетрін Гаррісон      | 6–2, 6–3           |
| Поразка   | 1.   | Чер 2015 | ITF Шврлотт, США   | Ґрунт    | Caroline Price       | 2–6, 6–3, 3–6      |
| Перемога  | 2.   | Лип 2015 | ITF Евансвілл, США | Тверде   | Andie K. Daniell     | 4–6, 6–2, 6–0      |
| Поразка   | 2.   | Сер 2015 | ITF Остін, США     | Тверде   | Франсеска Ді Лорензо | 6–4, 6–7(2–7), 2–6 |
| Поразка   | 3.   | Чер 2016 | ITF Баффало, США   | Ґрунт    | Каролін Доулгайд     | 1–6, 5–7           |

### Парний розряд: 7 (1–6)
| Легенда          |
| ---------------- |
| Турніри $100,000 |
| Турніри $75,000  |
| Турніри $50,000  |
| Турніри $25,000  |
| Турніри $10,000  |

| Фінали за покриттям |
| ------------------- |
| Тверде (1–3)        |
| Ґрунт (0–3)         |
| Трава (0–0)         |
| Килим (0–0)         |

| Результат | Ранг | Дата           | Турнір              | Покриття | Партнерка       | Суперниці                            | Рахунок               |
| --------- | ---- | -------------- | ------------------- | -------- | --------------- | ------------------------------------ | --------------------- |
| Поразка   | 1.   | 5 червня 2010  | ITF Гілтон-Гед, США | Тверде   | Брук Болендер   | Jaqueline Cako Erica Krisan          | 1–6, 4–6              |
| Поразка   | 2.   | 3 серпня 2013  | ITF Форт-Верт, США  | Тверде   | Mia King        | Роксанн Еллісон Сьєрра Еллісон       | 3–6, 4–6              |
| Поразка   | 3.   | 13 червня 2015 | ITF Шврлотт, США    | Ґрунт    | Еллен Перес     | Марія Фернанда Алвеш Рената Сарасуа  | 4–6, 7–6(8–6), [8–10] |
| Поразка   | 4.   | 26 липня 2015  | ITF Евансвілл, США  | Тверде   | Kennedy Shaffer | Ніча Летпітаксінчай Пеангтарн Пліпич | 2–6, 3–6              |
| Поразка   | 5.   | 10 жовтня 2015 | ITF Гілтон-Гед, США | Ґрунт    | Alexa Bortles   | Медлін Кобелт Nika Kukhartchuk       | 2–6, 6–3, [8–10]      |
| Поразка   | 6.   | 9 квітня 2016  | ITF Джексон, США    | Ґрунт    | Yuli Chiang     | Шерон Фічмен Ярміла Вулф             | 2–6, 3–6              |
| Перемога  | 1.   | 25 червня 2016 | ITF Батон-Руж, США  | Тверде   | Еллен Перес     | Джеймі Лоеб Інгрід Ніл               | 6–3, 6–3              |